# تامر حاج محمد
تامر حاج محمد (عربی: تامر حاج محمد؛ زادهٔ ۳ آوریل ۱۹۹۰) یک ورزشکار اهل سوریه است.
از باشگاه‌هایی که در آن بازی کرده‌است می‌توان به باشگاه فوتبال الکرامه سوریه، باشگاه الفیصلی (امان)، باشگاه ورزشی صفا، تیم ملی فوتبال زیر ۲۳ سال سوریه، و تیم ملی فوتبال سوریه اشاره کرد.
وی همچنین در تیم‌های ملی فوتبال زیر ۱۷ سال سوریه زیر ۲۰ سال سوریه زیر ۲۳ سال سوریه سوریه بازی کرده است.